# Hermann I. (Bamberg)
Hermann I. († 26. Juni 1084 in Münsterschwarzach) war Bischof von Bamberg von 1065 bis 1075.

## Ernennung
Hermann I. wurde der Bamberger Kirche vom König vorgesetzt, ohne dass eine Wahl durch das Domkapitel stattfand. Dieser Vorgang mündete in der ständigen Abneigung des Domkapitels gegenüber diesem Bischof und dem Vorwurf der Simonie. Der Vorwurf, das Amt des Bischofs gekauft zu haben, wurde immer wieder vorgebracht, aber nie bewiesen. Hermann I. war ein Parteigänger König Heinrichs IV., auch in den großen Krisen des Königs, wie dem Sachsenkrieg und dem Investiturstreit, wovon auch der Chronist Lampert von Hersfeld berichtete. Anlässlich der Romfahrt 1070 erbat er sich von Papst Alexander II. (1061–1073) das Pallium, welches ihn nach Ablegung des Eids, dass er sein Amt ohne Simonie erhalten hat, auch bekam.

## Umstände der Absetzung
1071 stiftete er, wohl aus eigenen Mitteln das Chorherrenstift St. Jakob, ausgestattet u. a. mit Gütern in Langeln. Nach dem Tod des ersten Propstes übergab er das Kanonikatsstift St. Jakob dem Kloster St. Michael. Dies rief einen Hassausbruch des Domkapitels wie auch des vom Stift entfernten Klerus hervor. Eine Klage beim König 1073 war vergeblich, deswegen wandten sie sich im gleichen Jahr an Papst Gregor VII. (1073–1085) und beschworen diesen, den angeblich mit simonistischen Machenschaften an die Spitze des Bistums Bamberg gekommenen Bischof abzusetzen. Gregor schickte  mehrere Vorladungen an Hermann. Dieser kam der wiederholten Aufforderung, sich in Rom persönlich zu verantworten, nicht nach. Daraufhin verkündete der Papst, der durch das Ausbleiben Hermanns von seiner Schuld überzeugt war, am 20. April 1075 seine Absetzung, welche am 20. Juli 1075 wiederholt wurde, und legte Hermann in Bann. Die Häupter der Christenheit in Deutschland, der König und der Erzbischof von Mainz, wurden aufgefordert eine Neubesetzung des Bistums Bamberg vorzunehmen. Dieser Aufforderung kam Heinrich IV. am 30. November 1075 nach und ernannte den Nachfolger Hermanns, seines über Jahrzehnte getreuen Gefolgsmannes. Daraufhin zog sich Hermann in das Kloster Münsterschwarzach zurück und unternahm  noch mit Abt Egbert eine Pilgerreise nach Rom, mit dem Ziel, dass ihn der Papst vom Bann losspreche. Dieser Bitte kam der Papst nach, Hermann durfte aber nicht mehr in sein Bistum zurückkehren. Hermann wohnte bis zu seinem Lebensende in Münsterschwarzach.

## Politik
Mit dem Reichsverweser und Erzbischof  von Köln Anno II. unternahm er 1070 eine Romfahrt, um die königlichen Gefälle einzuziehen.

## Geschehnisse im  Bistum
Aus eigenen Mittel stiftete er 1071 das Chorherrenstift St. Jakob. Einen Gebietszuwachs erfuhr das Bistum durch die Gründung von Kloster Banz durch die Markgräfin Albrat von Schweinfurt und ihren Gatten Graf Hermann von Habsberg-Kastl.